# Сузана Центливър
Сузана Центливър (на английски: Susanna Centlivre; ок. 1669 в Кралство Англия или в Ирландия, † 1 декември 1723 в Лондон, Кралство Великобритания), родена Сузана Фрийман (Susanna Freeman) и известна също професионално като Сузана Карол (Susanna Carroll), е английска поетеса, актриса и „най-успешната жена драматург на 18 век“.
„Пиесите на Центливър продължават да се играят, след като театралните мениджъри са забравили за повечето нейни съвременници". По време на дългата си кариера в Кралския театър Друри Лейн в Лондон става известна като втората жена на английската сцена след Афра Бен.

## Биография
Сузана Центливър е родена между 1666 и 1680 г. Според биографичните материали за нея съществуват не по-малко от шест възможни години на раждане и две вероятни държави – Ирландия и Англия, така че ранният ѝ живот е в сферата на легендата. Няколко биографични източника посочват, че Холбийч в Линкълншър, Англия е възможното място на нейното раждане или поне мястото, където е прекарала детството си. Възможно е тя да е родена в Уоплоуд, Линкълншир или в окръг Тайроун, Ирландия, защото баща ѝ притежава голям парцел земя там.
Основният източник на информация за ранния живот на Центливър е Джайлс Джейкъб, който твърди, че е получил разказа за живота ѝ пряко от самата нея. Той го публикува в The Poetical Register от 1719 г., но включва малко информация за ранния ѝ живот. Тя вероятно е кръстена Сузана Фрийман в Уоплоуд, Линкълншир на 20 ноември 1669 г. като дъщеря на Уилям (Едуард) Фрийман от Холбийч, Линкълншир и на съпругата му Ан Мархам – дъщеря на г-н Mархам, джентълмен на Лин Реджис, Норфолк. Баща ѝ е или обикновен гражданин, или дисентър и парламентарист, в резултат на което семейството е преследвано по време на Реставрация на Стюартите. Има мистерия около ранния ѝ живот, но обикновено се смята, че баща ѝ умира, когато тя е на три години, майка ѝ умира скоро след като се омъжва повторно, а нейният втори баща се жени скоро след това. Тормозът от новата ѝ мащеха може би я мотивира да напусне дома си на 14-годишна възраст. Много учени смятат, че през 1682 г. тя бяга от дома си на 15-годишна възраст за Ливърпул, след което се опитва да стигне пеша до Лондон.
Има две истории, които разказват за нейния преход към актьорско майсторство и евентуално пристигане в Лондон. В романтизираната версия Центливър е открита плачеща край пътя от поета и парламентарист Антъни Хамънд, тогавашен студент в Кеймбридж. Запленен от нейните маниери и добър външен вид, той я вкарва контрабандно в колежа си като своя любовница, където тя се дегизира като неговия братовчед Джак. Там тя остава скрита няколко месеца, изучавайки граматика и придобивайки „някои от термините на логиката, реториката и етиката“, преди да „привлече твърде много внимание“ и да реши да замине за Лондон. По-правдоподобният сценарий е присъединяването ѝ към компания от пътуващи актьори в Стамфорд (на около 25 мили от Холбийч), където тя печели популярност, изпълнявайки роли в панталони (т. нар. „бричови роли“), за което е подходяща поради „малката буца на клепача на лявото ѝ око, който ѝ придаваше мъжки вид". Умението на Центливър в такива роли очарова много мъже, особено г-н Стивън Фокс: двамата се женят в Лондон през 1683 или 1684 г., когато тя е на 16 години. Той обаче умира по-малко от година по-късно в дуел. Твърди се, че през 1685 г. актрисата се омъжва за армейски офицер на име ... Карол, който умира в дуел година и половина след това. Тя запазва името Карол до следващия си брак. Въпреки че голяма част от ранните ѝ години са спекулации, биографите са съгласни, че знанията ѝ са предимно самостоятелно придобити чрез четене и разговори. Разглеждайки нейното използване на френска драма, не е трудно да се види, че тя има и солидни познания по френски език. След смъртта на съпруга си Центливър прекарва голяма част от времето си в Лондон, където се насочва към писането отчасти поради финансова помощ.
Към 1706 г. тя си създава малко име, но въпреки това все още разчита на финансова подкрепа от актьорската игра. Често изпълнява роли в пиеси, които пише сама. Тя е в ролята на героинята в първата си пиеса, публикувана под името Сузана Карол, със заглавие The Perjur'd Husband; or The Adventures of Venice (1700). Много от членовете на публиката са обидени от факта, че някои от персонажите в нея използват груб език, но Центливър настоява, че те просто отразяват маниерите и морала на Лондон. Тя също така издава два тома с измислени писма: Familiar and Courtly Letters of Monsieur Voiture (1700) и Volume II of Voiture's Letters (1701), които са критично, читателски и финансово успешни, тъй като епистоларните романи са популярен и доходоносен жанр по онова време.
По време на спектакъл, в който играе ролята на Александър Велики в трагедията на Натанаил Лий The Rival Queens, or the Death of Alexander за двора в замъка Уиндзор, тя привлича вниманието на Джоузеф Центливър. Въпреки че той е от по-ниска социална класа – готвач на кралица Ан, те се женят на 23 април 1707 г. Няма доказателства, които да предполагат къде са пребивавали през първите седем години от брака им. В края на 1712 г. или в началото на 1713 г. Центливър се мести в резиденция в Бъкингамския двор, плащайки най-високия наем след този на Адмиралтейството.
След дълга, славна кариера с висока литературна репутация и с творби под формата на стихове, писма, книги и, най-известното – пиеси, Сузана Центливър умира на 1 декември 1723 г. от продължителните последици от тежко заболяване, получено през 1719 г. Evening Post, London Journal, British Journal и Weekly Journal публикуват кратки известия за нейната смърт. Тялото ѝ е погребано три дни след смъртта ѝ в обикновен гроб без паметник в църквата Сейнт Пол, Ковънт Гардън, Лондон. Малко повече от година по-късно умира и съпругът ѝ.

## Творби 1700 – 1710 г.
Джайлс Джейкъб споменава склонността на Центливър към поезия с първото ѝ стихотворение, написано, когато тя е само на седем. Въпреки това първата ѝ публикувана творба – поредица от пет писма е едва през май 1700 г. Те съдържат закачлива, остроумна закачка между нея и кореспондента. Въпреки че е в началото на кариерата си, тя получава комплименти като мъдра жена. През юли 1700 г. Абел Бойерс публикува втори набор от нейни писма (наред с други писатели). Този път Центливър публикува писмата под името Астрея – псевдоним, използван преди това от Афра Бен, което вероятно е мотивирано от желание за обществено внимание. В писмата обменът между Астрея и Селадон (капитан Уилям Айлоф) са от особен интерес поради техните интензивни романтични предложения. Въпреки това биографите обикновено се съгласяват, че това е просто практика на епистоларната художествена форма.
Освен това виждаме поезията на Центливър в нейната кореспонденция с драматурга Джордж Фаркер, който също понякога публикува под името Селадон. Трудно е да се предположи романтична връзка между двамата; писмата може да са били предназначени за обществеността. През септември 1700 г. тя прави своя принос със стихотворение си „За реториката" под името Полумния в „Деветте музи“ – елегична стихосбирка, оставена на гроба на Джон Драйдън.
През октомври 1700 г. Центливър публикува първата си пиеса The Perjur'd Husband: or, The Adventures of Venice. Тази трагикомедия (макар по това време да се смята за трагедия) е представена в Кралски театър Друри Лейн в Лондон и според писателката „избухна с общи аплодисменти“. Публикувана е под собственото име на Сузана – Фрийман и прологът се гордее с женското си авторство. В края на 1700 г., с дълъг списък от литературни познанства и актьори, Центливър се е установила добре в Лондон.
Следващата ѝ пиеса The Beau's Duel е изпълнена през юни 1702 г. Въпреки че е добре приета, пиесата не вижда дълъг сценичен живот. През следващите пет години работата на Центливър е по-малко успешна. В резултат на това следващите ѝ две пиеси:The Stolen Heiress (декември 1702 г.) и Love's Contrivance (юни 1703 г.) са изпълнени с опит да се скрие пола на авторката. Въпреки че са приети добре, всичките пиеси на Центливър до този момент са изпълнявани в неподходящо време през сезона. Едва след Love's Contrivance опитът и репутацията на актьорския състав позволяват три вечерни представления (в допълнение към някои по-късни продукции и евентуално съживяване три години след смъртта ѝ). Следващата комедия на писателката – The Gamester е представена за първи път през февруари 1705 г. В нея тя заявява намерението си да реформира комарджиите. Тази пиеса е най-успешната ѝ досега и често е възраждана на сцена в следващите години.
През 1705 г. Центливър, в момент на кратка пауза от театъра, пише стихотворение за колекцията на Сара Фидж Егъртън. Писателката продължава темата за хазарта в следващата си пиеса – The Basset Table, изпълнена през ноември 1705 г. Въпреки че не е изричен по отношение на авторството, епилогът на тази пиеса индиректно приписва пиесата на жена. След успеха си с The Basset Table писателката пише Love at a Venture и я вижда на сцена през 1706 г.
Центливър е изключително успешна професионална жена драматург. Известният драматург Коли Сибър е обвинен, че е изплагиатствал части от Love at a Venture, за да напише собствената си пиеса The Double Gallant. Въпреки това, в знак на помирение, той приема да участва в следващата ѝ пиеса – The Platonic Lady през ноември 1706 г. След като се уморява да бъде анонимна авторка, писателката използва предговора към пиесата, за да изрази неприязънта си към възгледите на обществото към жените писателки.
След третия си брак Центливър си взима пауза и това се оказва добро решение: то води до най-успешната ѝ комедия The Busy Body (май 1709 г.). Пиесата е на сцена в продължение на тринадесет вечери, което е забележително за времето си, и е възродена в следващия сезон.
Следващата пиеса на писателката – The Man's Bewitch'd е представена за първи път през декември 1709 г. и осмива земевладелството на джентълмените Тори. Тази политическа сатира се появява по време на продължаваща предизборна кампания и пресата на торите отвръща на удара. Седмичникът Female Tatler отпечатва „интервю“, за което твърди, че е направил с писателката, където тя обижда актьорите и ги обвинява за всичките си неуспехи. Актьорската компания е на път да я изостави, преди тя да я убеди, че е жертва на политически вдъхновена измама.

## Творби 1710 – 1723 г.
Всичките по-късни творби на Центливър имат ясна насоченост против Торите и в подкрепа на Вигите, „забележима в героите тори – бащи или настойници, чийто партиен плам създава още една пречка за щастието на младите влюбени, винаги клонящи към вигите“. През март 1710 г. Центливър издава политическата сатира A Bickerstaff's Burying. Въпреки риска да раздразни кралицата на Великобритания Анна, писателката не се страхува да подкрепи открито наследяването на Хановер. След това Центливър се наема да напише продължение на успешната си пиеса The Busy Body, озаглавено Marplot, or, The Second Part of the Busie-Body (декември 1710). Въпреки че не получава същото внимание като своята предшественичка, тя е представена на сцена седем пъти. Продължението отразява продължаващия интерес на писателката към политиката, по-специално към битката между Виги и Тори. За пореден път тя се обръща към поезията със стихотворение за здравословното възстановяване на дъщерята на Херцога на Нюкасъл. Въпреки че това може да изглежда странно на съвременните читатели, Центливър просто следва конвенционалния протокол за осигуряване на покровителство.
Със следващата си комедия The Perplex'd Lovers (януари 1712 г.) тя става откровена в политическатата си позиция. Повечето от нейните пиеси през следващите пет години са пряко свързани с напредъка на Вигите и Хановерската династия. Успехът на пиесата е ограничен и има само три представления. Театралните мениджъри забраняват Епилога от страх от реакция.
През 1713 г., след като се премества в нов дом в Бъкингамския двор, Центливър пише две стихотворения. Първото е отговор на брилянтното изпълнение на Ан Олдфийлд в пиеса. Второто, озаглавено The Masquerade, е адресирано до Херцог д'Омон, посланик на Франция. Следващата ѝ пиеса е The Wonder! A Woman Keeps a Secret (април 1714), комедия. Тя я посвещава на тогавашния Херцог на Кеймбридж. Този политически ход за демонстриране на лоялност към Хановерския дом е рисков, но в крайна сметка се отплаща на Центливър, когато херцогът се възкачва на трона като крал Джордж I. Можем да я видим как злорадства в ироничното си автобиографично стихотворение A Woman's Case. Не само политическа пиеса, The Wonder е популярен хит и по-специално спектакълът, в който известният актьор и драматург Дейвид Гарик избира да се сбогува със сцената на 10 юни 1776 г.“. Следващите две пиеси на Центливър – A Gotham Election и A Wife Well Manag'd са публикувани през 1715 г. (въпреки че A Gotham Elections ще бъдат изпълнена едва през 1724 г.) и попадат в обичайната ѝ тема за политически фарс. Те показват как писателката е изпреварила времето си с илюстрирането на социални проблеми на театралната сцена.
През 1716, като отговор на болестта на лидера на Вигите и последвалото му оттегляне, Центливър допринася със стихотворение в малка публикация, озаглавена State Poems. Нейният принос е „Ода за Хигея“. Следва поредица стихотворения в отговор на политическия климат на времето. След нападения на сатирика Александър Поуп срещу Центливър и други, тя и съавторът ѝ Никълъс Роу публикуват пиесата The Cruel Gift (декември 1716 г.). Това е първата ѝ героична драма (често смятана за трагедия): приемът е добър и пиесата се играе седем пъти същата година. През февруари 1718 г. Центливър публикува A Bold Stroke for a Wife. Този комичен фарс е много успешен и се смята от някои за най-добрата ѝ пиеса. Това е единствената пиеса, за която Центливър претендира за пълна оригиналност. (не е необичайно драматурзите да взимат различни части и персонажи от други произведения).
Продължавайки политическите си творби, през 1717 г. Центливър насочва вниманието си към Карл XII – шведски крал, заплашващ да атакува Англия. Тя публикува стихотворение, озаглавено „Послание на една дама от Великобритания до шведския крал за предвиденото нашествие“, в отговор на заплахите му. Има два записа. на стихотворенията за г-н Роу (Никълас) през 1718 г. Първото е написано по време на посещение в Холбйѝч и е озаглавено From the Country, To Mr. ROWE in Town. M.DCC.XVIII, а второто е след смъртта на Роу и е озаглавено A PASTORAL TO THE Honoured Memory of Mr. ROWE. Искреността в елегията и носи положителен прием.
През 1719 г. Центливър се разболява тежко. Въпреки че последиците от това заболяване ще продължат до смъртта ѝ, тя продължава да пише. Откриваме още две публикувани стихотворения през 1720 г. И двете са включени в A New Miscellany of Original Poems, Translations, and Imitations на Антъни Хамънд. След това тя публикува стихотворение, озаглавено A Woman's CASE: in an Epistle to CHARLES JOYE, Esq; Deputy-Governor of the South Sea, което проследява нейните политически асоциации и хвърля светлина върху отношенията със съпруга ѝ. Продължава да пише поезия до смъртта си. Последната ѝ пиеса The Artifice е продуцирана и публикувана през октомври 1722 г.

## Теми и жанрове
Центливър отразява положително политическите, икономическите и правните системи на Англия. Нейните пиеси често се занимават с темата за свободата в областта на брака и гражданството.

### Анонимност
Приживе Центливър има 17 комедии и няколко трагедии, но публикува много творби анонимно, защото признава наличието на значителен предразсъдък към жените, които се опитват да пишат за сцената. Докато първата ѝ пиеса е публикувана под името Сузана Карол, двете последващи са анонимни и до четвъртата тя използва мъжките инициали R.M. Вдъхновение тя черпи от английската, испанската и френската литература.

### Политика
Центливър понякога е политически драматург. Тя е антикатоличка до краен предел, както се вижда от някои от нейните игрални посвещения, пролози и епилози. Това е особено видно в нейното посвещение в началото на пиесата ѝ „Чудото“, където тя изразява силната си подкрепа за предложеното протестантско наследство. По-голямата част от нейните пиеси избягват политическите коментари за партията, като единствената ѝ творба с явно политическа програма е The Gotham Election. Някои от нейните по-противоречиви епилози The Conplexed Lovers, където тя идентифицира изпадналия в немилост военен герой Marlborough с „ONE“, не се представят в театъра, а са единствено публикувани в текста на пиесата. 

### Комедии
Центливър е най-известна със своите комедии, често следвайки испанския стил, който е „романтичен по сюжет и дух, [но съдържащ] много повече емоции на любов и ревност, отколкото комедиите на Реставрацията“. Този тип комедия обикновено се фокусира върху романтичните интриги в триъгълник от заможни главни герои (обикновено за една млада жена се бият двама млади мъже, единият развратен, а другият отдаден). Често включва маскировки, дуели (или разговори за тях) и сцени, които балансират емоциите и фарса. Нейните най-известни комедии се отличават с остроумни жени, които се равняват на мъжките им герои.

### Трагедии
Малко положителни неща са казани за двете ѝ трагични комедии The Perjur'd Husband и The Stolen Heiress, въпреки че нейната чиста трагедия The Cruel Gift е приета малко по-добре. Смята се, че тези пиеси имат „персонажи, [които] са неясни и [сюжет], [който] е неубедителен“.

## Прием и критика
Пиесите на Центливър показват поразително либерална гледна точка. Тя пише откровено в лицето на силните полови роли, които обезкуражават жените драматурзи. Тя е най-известна като комедиантка. Нейните пиеси са популярни сред публиката, но по-малко сред литературните критици като Уилям Хазлит, който пише снизходително за тях. Сатирикът Александър Поуп намира творбите ѝ за обидни по политически и религиозни причини и ги смята за заплаха за по-големите драматурзи. Поуп педполага, че тя е помогнала в антикатолическия памфлет на Едмънд Кърл The Catholic Poet: or, Protestant Barnaby's Sorrowful Lamentation. Независимо от мнението на нейните съвременници пиесите ѝ продължават да се играят повече от 150 години след смъртта ѝ. Напр. A Bold Stroke for a Wife е представена успешно през лятото на 1988 г.

## Списък на творбите
| - The Perjur'd Husband: or, The Adventures of Venice (1700) - The Beau's Duel; or, A Soldier for the Ladies (1702) - The Stolen Heiress\|The Stolen Heiress; or, the Salamanca Doctor Outplotted (1702; публ. 1703) - Love's Contrivance (1703) - The Gamester (1705) - The Basset Table (1705) - Love at a Venture (1706) - The Platonick Lady (1706) - The Busie Body (1709) - The Man's Bewitched; or, the Devil to Do About Her (1709) - A Bickerstaff's Burying; or, Work for the Upholders (1710) - Marplot; or, the Second Part of The Busie Body (1710; published 1711) - The Perplex'd Lovers (1712) - The Wonder: A Woman Keeps a Secret (1714) - A Gotham Election (1715, never produced) - A Wife Well Managed (1715; produced 1724) - The Cruel Gift (1716; published 1717) - A Bold Stroke for a Wife (1718) - The Artifice (play)\|The Artifice (1722) - Familiar and Courtly Letters as Astraea (1700) - The Second Volume of Familiar Letters as Astraea (1701) - Letters of Wit, Politicks and Morality as Astraea (1701) | - „Polminia: Of Rhetorick“ (1700, unconfirmed) - „To Mrs. S.F. on her incomparable Poems“ (1706) - „The Masquerade, A Poem, Humbly Inscribed to his Grace the Duke D'Aumont“ (1713) - „On the Right Honourable Charles Earl of Halifax being made Knight of the Garter“ (1714) - „A Poem Humbly Presented to His Most Sacred Majesty George, King of Great Britain, France, and Ireland. Upon his Accession to the Throne“ (1714) - „An Epistle to Mrs. Wallup, Now in the Train of Her Royal Highness, The Princess of Wales“ (1714) - „To Her Royal Highness, the Princess of Wales. At her Toylet, on New-Years Day“ (1715) - „Ode to Hygeia“ (1716) - „Upon the Bells ringing at St. Martins in the Fields, on St. George's Day, 1716, being the Anniversary of Queen Anne's Coronation“ (1716) - „These Verses were writ on King George's Birth-Day, by Mrs. Centlivre, and sent to the Ringers while the Bells were ringing at Holbeach in Lincolnshire“ (1716) - „An Epistle to the King of Sweden from a Lady of Great-Britain“ (1717) - „A Woman's Case: In an Epistle to Charles Joye, Esq; Deputy-Governor of the South-Sea“ (1720) - „From the Country, to Mr. Rowe in Town“ (1720) - „A Pastoral to the Honoured Memory of Mr. Rowe“ (1720) - „To the Duchess of Bolton, Upon seeing her Picture drawn unlike her“ (1720) - „To the Earl of Warwick, on his Birthday“ (1720) - „Letter on the Receipt of a Present of Cyder“ (1721) |